# Leontine Buijnsters-Smets
Leontine Maria Antonia (Leontine, Lin) Buijnsters-Smets (Ohé en Laak, 10 maart 1937 - Nijmegen, 12 september 2021) was een Nederlands kunsthistorica.

## Biografie
Buijnsters studeerde kunstgeschiedenis aan de Katholieke Universiteit Nijmegen waar zij in 1995 promoveerde op Jan Massys. Een Antwerps schilder uit de zestiende eeuw. Al eerder had zij echter geregeld gepubliceerd in tijdschriften over kunstenaars en boekillustrators, zoals Jacobus Buys (1724-1801) en Simon Fokke (1712-1784). Vanaf 1997 publiceerde zij enkele werken samen met haar echtgenoot Piet Buijnsters, hoogleraar Boekwetenschap en Nederlandse letterkunde van de achttiende eeuw te Nijmegen. Samen met hem publiceerde zij in 2001 Lust en leering. Geschiedenis van het Nederlandse kinderboek in de negentiende eeuw waarvoor zij beiden in 2002 de Menno Hertzbergerprijs ontvingen. In 2005 ontvingen zij de G.H. 's-Gravesande-prijs voor hun publicaties over het Nederlandse kinderboek.

### Met Piet J. Buijnsters
- Bibliografie van Nederlandse school- en kinderboeken 1700-1800. Zwolle, 1997.
- Lust en leering. Geschiedenis van het Nederlandse kinderboek in de negentiende eeuw. Zwolle, 2001.
- Papertoys. Speelprenten en papieren speelgoed in Nederland (1640-1920). Zwolle, 2005.